# Торфі Олафссон
Торфі Олафссон (ісл. Torfi Ólafsson, нар. 13 квітня 1965, Акурейрі, Ісландія) — колишній ісландський стронгмен та чемпіон світу з паверліфтиґу у змаганні для юнаків. Торфі — один з найбільших стронгменів, що представляли Ісландію у змаганні за звання Найсильнішої Людини Світу. 

## Життєпис
Торфі народився 13 квітня 1965 року в місті Акурейрі, Ісландія. Його батько працював у дорожньо-будівельній галузі. З семи років проводив свої літні канікули, допомагаючи батькові, аж допоки Торфі не виповнилося сімнадцять. У віці двадцяти років він виграв юнацький чемпіонат світу з паверліфтинґу. Згодом ще кілька разів повторив своє досягнення. 
Як і багато хто зі співвітчизників, він звернув увагу на стронґмен і досяг у ньому неабияких успіхів. У 1997 він виграв змагання Найсильніша Людина Ісландії, а вже за два роки успішно повторив своє досягнення. У 1996-му посів третє місце у змаганні Світова Сила М'язів. Він п'ять разів брав участь у змаганні Найсильніша Людина Світу, його найкращий скуток — четверте місце у 1997.
У вільний час працює з розумово відсталими. Одружений, має чотирьох дітей.